# Valdemar Riise
Valdemar Riise (1. juni 1853 - 10. december 1914) var indehaver af ”St. Thomas Apothecary Hall A.H. Riise”- Det kongeligt privilegerede apotek på de Vestindiske øer, der blev grundlagt af hans far Albert Heinrich Riise i 1838 på øen St. Thomas i Dansk Vestindien (i dag kendt som De Forenede Staters Jomfruøer – US Virgin Islands). Valdemar solgte apoteket i 1913 og vendte tilbage til København fordi han led af svær sygdom. Efter at have vendt tilbage til København i 1913 døde han 1 år efter i 1914. 

## Biog
Valdemar blev i 1907 udnævnt til Ridder af Dannebrog. Riddere blev bedt om at skrive en vitae og Valdemar Riise's vitae dateret 24. september 1907.  Kong Håkon af Norge udpegede Valdemar Riise som Norsk konsul i Vestindien, og i 1912 blev Valdemar Riise hædret med den norske St. Olavs ordre fra 1. klasse, som tildeles som ”belønning for udmærkede fortjenester af fædrelandet og menneskeheden”.
Kong Haakon den 7. af Norge startede sit liv som Prins Carl af Danmark. Han blev valgt som konge i Norge efter en folkeafstemning og fik en karriere indenfor militæret, og han blev uddannet til officer i Søværnet på Søofficersskolen i København fra 1889 til 1893. Fra 1893 og frem til sin udnævnelse til norsk konge i 1905, gjorde han tjeneste som løjtnant i Den Kongelige Danske Marine og deltog i flere sejltogter., hvilket førte til at han tjente på fartøjet Fregatten Jylland. Det nationale klenodie og et af Danmarks mest berømte museum "Fregatten Jylland" - som i øvrigt deler sit navn med en anden variant af A.H. Riise NAVY Rum- ledte prinsen til de vestindiske øer. Her mødte han Valdemar Riise, søn af A.H. Riise. 
King Haakon og Riise etablerede et tæt venskab gennem årene og nød hinandens selskab ved flere lejligheder, da King Haakon besøgte A.H. Riise Pharmacy og Riise's private hjem. Venskabet begyndte, da den daværende prins Karl tjente på fregatterne Jylland og Fyen, der fungerede som skibsfart i de vestlige indiske lande og som ofte forankrede Saint Thomas.